# المالی، قاخ
المالی، قاخ (به لاتین: Almalı, Qakh) یک منطقهٔ مسکونی در جمهوری آذربایجان است که در شهرستان قاخ واقع شده‌است.

## خصوصیات
المالی ۱٬۸۸۳ نفر جمعیت دارد.